# Пеломедузовые черепахи
Пеломедузовые черепахи (лат. Pelomedusidae) — семейство бокошейных черепах. 
Представители имеют сравнительно короткую шею, которая при опасности слегка втягивается назад по прямой оси и затем загибается вбок. При таком комбинированном движении пеломедузовым удаётся полностью прятать под панцирем голову и шею. Наиболее важные анатомические признаки: брюшной щит состоит из 11 костных пластинок, шейный щиток на карапаксе всегда отсутствует, кости нижней челюсти срослись в подбородочном соединении.
Представители семейства обитают в Африке южнее Сахары, на Мадагаскаре и Сейшельских островах. 

## Классификация
В семейство 19 видов, объединённые в 2 рода.
- род Pelomedusa — пеломедузы
  - вид Pelomedusa subrufa — африканская, или шлемоносная, пеломедуза

- род Pelusios — складные черепахи
  - вид Pelusios adansonii — белогрудая складная черепаха
  - вид Pelusios bechuanicus
  - вид Pelusios broadleyi
  - вид Pelusios carinatus
  - вид Pelusios castaneus
  - вид Pelusios castanoides
  - вид Pelusios chapini
  - вид Pelusios cupulatta
  - вид Pelusios gabonensis — габонская черепаха
  - вид Pelusios marani
  - вид Pelusios nanus — малая складная черепаха
  - вид Pelusios niger — чёрная складная черепаха
  - вид Pelusios rhodesianus
  - вид Pelusios seychellensis
  - вид Pelusios sinuatus — зазубренная складная черепаха
  - вид Pelusios subniger — мадагаскарская складная черепаха
  - вид Pelusios upembae
  - вид Pelusios williamsi — складная черепаха
  - вид Pelusios bokosei

Ранее в состав семейства включали также рода Erymnochelys, Peltocephalus и Podocnemis,которые выделены в самостоятельное семейство Podocnemididae.
Иногда эти два семейства рассматриваются как подсемейства Pelomedusinae и Podocnemidinae семейства Pelomedusidae.

## Галерея

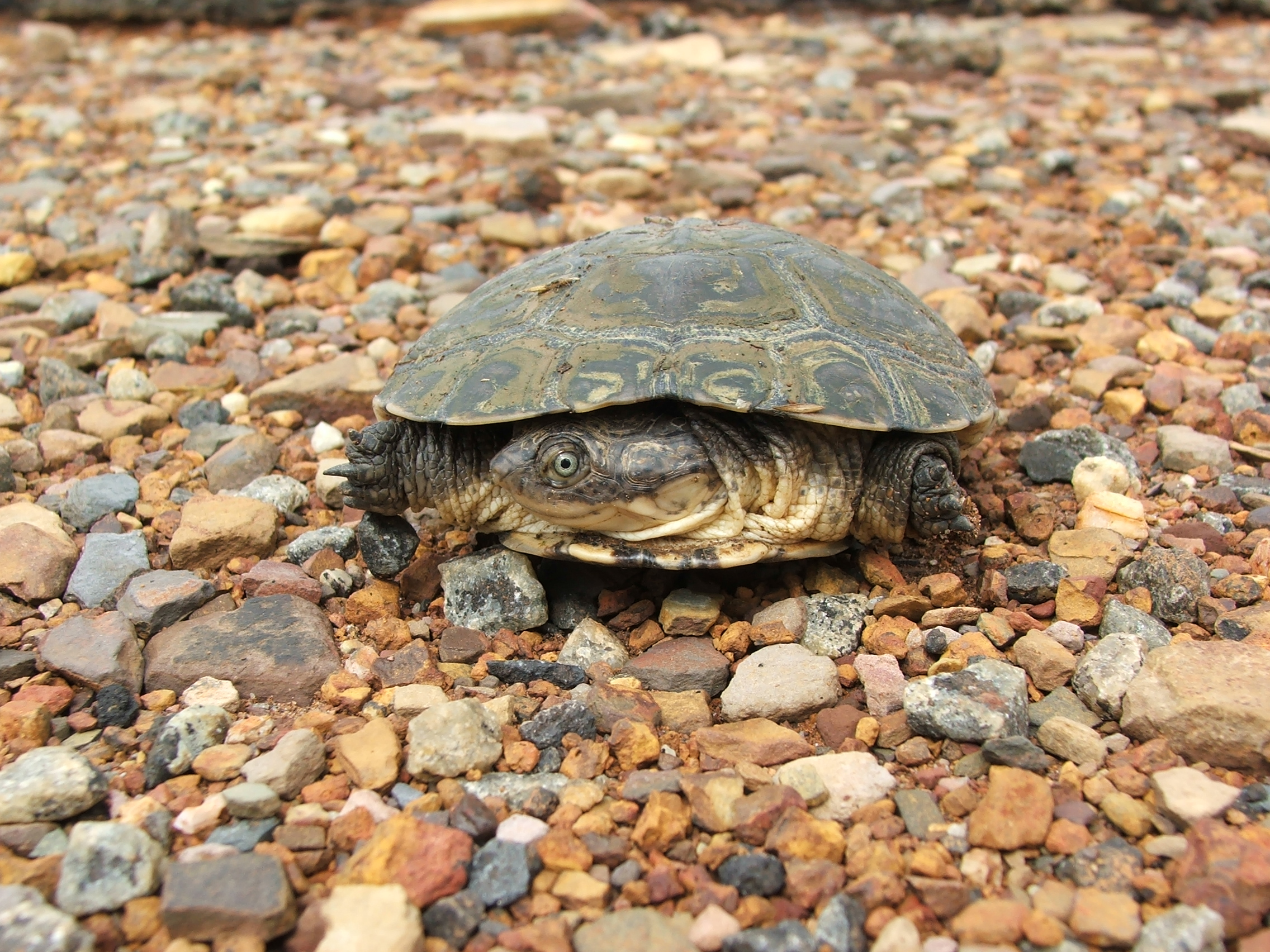
Африканская пеломедуза
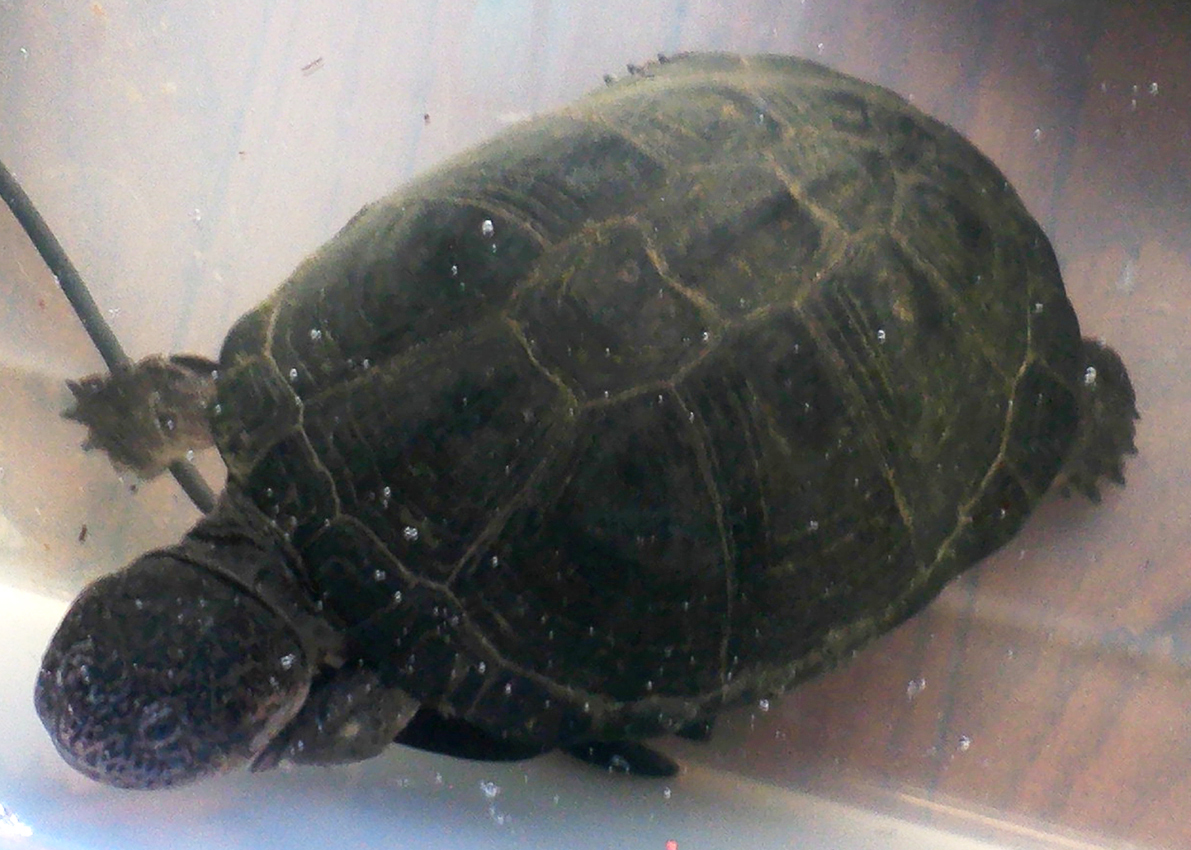
Pelusios castaneus
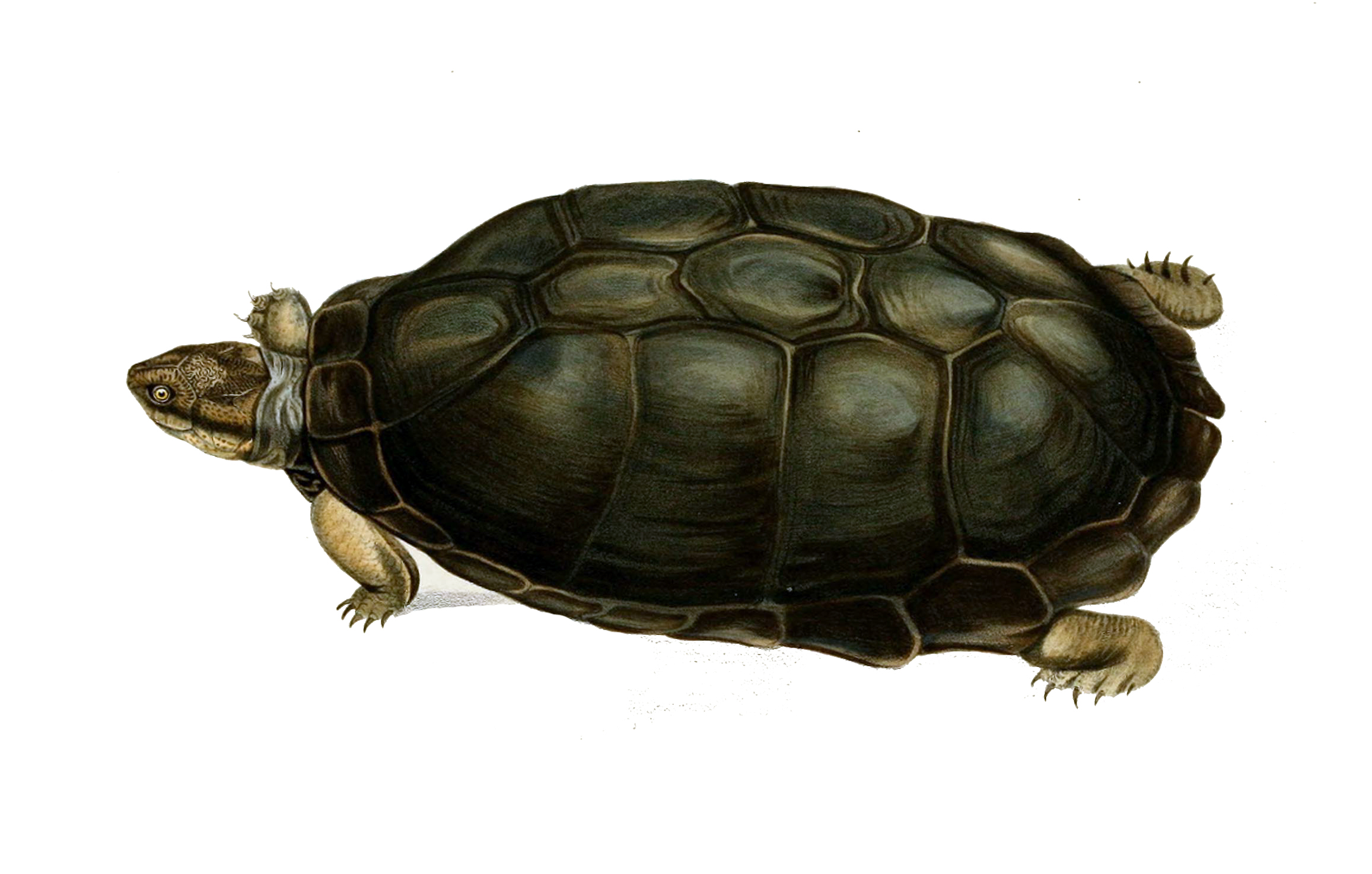
Зазубренная складная черепаха